# يعقوب زيف
يعقوب زيف (بالعبرية: יעקב זיו‏) مواليد 27 نوفمبر 1931 في طبريا، الانتداب البريطاني على فلسطين، مهندس كهرباء إسرائيلي، طور هو وآبراهام ليمبيل عائلة LZ من خوارزمية ضغط البيانات غير المضيع. حائز على وسام ريتشارد هامينغ عام 1995.